# Балка Солона (права притока Мертвоводу)
Ба́лка Соло́на — балка (річка) в Україні у Арбузинському й Вознесенському районах Миколаївської області. Права притока річки Мертвоводу (басейн Південного Бугу).

## Опис
Довжина балки приблизно 13,19 км, найкоротша відстань між витоком і гирлом — 11,49 км, коефіцієнт звивистості річки — 1,15. Формується декількома струмками та загатами. На деяких ділянках балка пересихає.

## Розташування
Бере початок на північній околиці села Новий Ставок і тече переважно на південний схід через село. На західній околиці села Актове впадає в річку Мертвоводу, ліву притоку річки Південного Бугу.
Населені пункти вздовж берегової смуги: Вільний Яр.

## Цікаві факти
- У пригирловій частині балку перетинає автошлях Т 1511[3].
- У XX столітті на балці існували газгольдер та декілька газових свердловин[2], а в XIX столітті — декілька скотних дворів[1].
- Гирло балки розташоване між Арбузинським та Актівським каньйонами[3].